# Retrograde Deckungsbeitragsanalyse
Die Retrograde Deckungsbeitragsanalyse ist ein betriebswirtschaftliches Analyseverfahren, bei dem der Deckungsbeitrag eines Analyseobjekts rückwirkend über einen definierten Zeitraum betrachtet wird, um dessen Rentabilität zu beurteilen. Ziel der Anwendung der Analyse ist die Gewinnung von Erkenntnissen hinsichtlich der Profitabilität von Produkten, Produktgruppen, Abteilungen oder Sparten aus rückliegenden Deckungsbeiträgen und Deckungsbeitragsquoten. Dabei werden die aktuell vorliegenden Kennzahlen mit denjenigen der vorangehenden Perioden verglichen und auf sachlogische Zusammenhänge und Muster hin analysiert.
Bei richtiger Anwendung und Interpretation der Daten kann die Retrograde Deckungsbeitragsanalyse bei der datengestützten Antizipation von Zukunftsentwicklungen wie z. B. saisonalen Schwankungen unterstützen.

## Betriebswirtschaftliche Bestandteile
Für die Durchführung der Retrograden Deckungsbeitragsanalyse wird als Kennzahl der Deckungsbeitrag I aus der mehrstufigen Deckungsbeitragsrechnung herangezogen, da in der Deckungsbeitragsrechnung bis dahin variable Kosten berücksichtigt werden, die dem ausgewählten Analyseobjekt zugeordnet werden können.
Zudem wird die Deckungsbeitragsquote als Kennzahl für die Retrograde Deckungsbeitragsanalyse genutzt. Durch die Kombination der Kennzahlen wird ein aussagekräftiges Ergebnis erzielt. Die alleinige Nutzung des Deckungsbeitrag I als absoluter Betrag könnte anfällig für Einflüsse wie z. B. Inflation sein, während die alleinige Nutzung der Deckungsbeitragsanalyse als Prozentzahl keine Aussage über das Geldvolumen zuließe.

## Vorgehen
Die Retrograde Deckungsbeitragsanalyse wird in einem fünfteiligen Verfahren durchgeführt. Zuerst werden die Rahmenbedingungen der Analyse, das Analyseobjekt und der Beobachtungshorizont, festgelegt. Zu den möglichen Analyseobjekten gehören Produkte, Produktgruppen, Abteilungen und Sparten. Um Aussagen über Trends treffen zu können, sollte ein Beobachtungszeitraum mit min-destens drei Intervallen (z. B. Jahren, Quartalen oder Monaten) gewählt werden.
Im zweiten Schritt wird der Deckungsbeitrag I des gewählten Analyseobjekts oder der gewählten Analyseobjekte ermittelt. Für jedes Analyseobjekt sollte jeweils ein Deckungsbeitrag I ermittelt werden. Im dritten Schritt wird die Deckungsbeitragsquote aus dem ermittelten Deckungsbeitrag I des gewählten Analyseobjekts oder der gewählten Analyseobjekte ermittelt. Für jedes Analyseobjekt sollte jeweils eine Deckungsbeitragsquote ermittelt werden.
Im vierten Schritt wird der ermittelte Deckungsbeitrag I und die Deckungsbeitragsquote der gewählten Analyseobjekte im Zeitverlauf betrachtet. Hierzu eignet sich für jede Kennzahl jeweils eine grafische Auswertung (z. B. als gruppierte Säulendiagramme), um Ent-wicklungen im Verlauf der beiden Kennzahlen sichtbar zu machen.
Durch die Retrograde Deckungsbeitragsanalyse wird die Entwicklung des Deckungsbeitrag I und der Deckungsbeitragsquote im Zeitverlauf sichtbar. Im Anschluss an die Durchführung der Analyse lassen sich auf Basis der Ergebnisse ggf. Steuerungsmaßnahmen für die gewünschte Beeinflussung der beiden Kennzahlen entwickeln. Bei einer geeigneten Wahl des Beobachtungszeitraums lassen sich externe Einflussfaktoren, wie z. B. saisonale oder konjunkturelle Schwankungen, sichtbar machen, sodass hierfür zukunftsgerichtete Maßnahmen für die Vertriebssteuerung entwickelt werden können.